# Voetbalkampioenschap van Rijn-Saar 1930/31
In 1930/31 werd het vierde voetbalkampioenschap van Rijn-Saar gespeeld, dat georganiseerd werd door de Zuid-Duitse voetbalbond.
SV Waldhof werd kampioen van de groep Rijn en FK Pirmasens van de groep Saar. Beiden plaatsten ze zich voor de Zuid-Duitse eindronde, waar ze respectievelijk vierde en zesde werden. De nummers twee en drie gingen naar de eindronde voor niet-kampioenen waar Phönix Ludwigshafen groepswinnaar werd. De club speelde nog voor een ticket in de nationale eindronde tegen SV 1860 München maar verloor deze wedstrijd. 

## Bezirksliga

### Rijn
| Plaats | Club                       | Wed. | W | G | V  | Saldo | Ptn.  |
| ------ | -------------------------- | ---- | - | - | -- | ----- | ----- |
| 1.     | SV Waldhof 07              | 14   | 9 | 2 | 3  | 40:19 | 20:8  |
| 2.     | FC Phönix 04 Ludwigshafen  | 14   | 9 | 2 | 3  | 33:19 | 20:8  |
| 3.     | VfL 1884 Neckarau          | 14   | 8 | 3 | 3  | 36:27 | 19:9  |
| 4.     | Mundenheimer SpVgg         | 14   | 6 | 4 | 4  | 27:20 | 14:14 |
| 5.     | Mannheimer FC Lindenhof 08 | 14   | 4 | 5 | 5  | 22:31 | 13:15 |
| 6.     | VfR Mannheim 1896          | 14   | 5 | 1 | 8  | 35:28 | 11:17 |
| 7.     | SpVgg 03 Sandhofen         | 14   | 3 | 2 | 9  | 23:35 | 10:18 |
| 8.     | FG 10 Kirchheim            | 14   | 2 | 1 | 11 | 18:55 | 5:23  |

|  | Play-off titel geplaatst voor Zuid-Duitse eindronde |
|  | Geplaatst voor Zuid-Duitse eindronde                |
|  | Promotie/degradatie play-off                        |

Play-off titel
|  |               |       |                     |  |
|  | SV Waldhof 07 | 1 – 0 | Phönix Ludwigshafen |  |
|  |               |       |                     |  |

### Saar
| Plaats | Club                        | Wed. | W | G | V | Saldo | Ptn.  |
| ------ | --------------------------- | ---- | - | - | - | ----- | ----- |
| 1.     | FK 1903 Pirmasens           | 14   |   |   |   | 48:20 | 24:4  |
| 2.     | FV 03 Saarbrücken           | 14   |   |   |   | 30:21 | 18:10 |
| 3.     | Borussia VfB Neunkirchen    | 14   |   |   |   | 44:29 | 16:12 |
| 4.     | 1. FC 1907 Idar             | 14   |   |   |   | 34:29 | 16:12 |
| 5.     | SC Saar 05 Saarbrücken      | 14   |   |   |   | 31:44 | 11:17 |
| 6.     | Sportfreunde 05 Saarbrücken | 14   |   |   |   | 31:39 | 10:18 |
| 7.     | VfR Pirmasens               | 14   |   |   |   | 21:36 | 10:18 |
| 8.     | VfB Dillingen               | 14   |   |   |   | 20:41 | 7:21  |

|  | Kampioen, geplaatst voor Zuid-Duitse eindronde |
|  | Geplaatst voor Zuid-Duitse eindronde           |
|  | Play-off voor de eindronde                     |
|  | Degradatie                                     |

Play-off derde plaats
|  |                 |       |                          |  |
|  | 1. FC 1907 Idar | 1 – 0 | Borussia VfB Neunkirchen |  |
|  |                 |       |                          |  |

## Kreisliga

### Unterbaden
| Plaats | Club                          | Wed. | W  | G | V  | Saldo | Ptn.  |
| ------ | ----------------------------- | ---- | -- | - | -- | ----- | ----- |
| 1.     | SpVgg Amicitia Viernheim      | 22   | 16 | 3 | 3  | 58:14 | 35:09 |
| 2.     | Mannheimer FC Phönix 02       | 22   | 14 | 5 | 3  | 51:26 | 33:11 |
| 3.     | FC Germania 03 Friedrichsfeld | 22   | 12 | 2 | 8  | 64:41 | 26:18 |
| 4.     | FV Fortuna Heddesheim         | 22   | 11 | 4 | 7  | 36:27 | 26:18 |
| 5.     | TSV Altrip                    | 22   | 10 | 5 | 7  | 47:34 | 25:19 |
| 6.     | VfTuR Feudenheim              | 22   | 10 | 5 | 7  | 44:36 | 25:19 |
| 7.     | SC Käfertal                   | 22   | 8  | 5 | 9  | 40:45 | 21:23 |
| 8.     | FC Viktoria Neckarhausen      | 22   | 8  | 4 | 10 | 35:54 | 20:24 |
| 9.     | FV 09 Weinheim                | 22   | 7  | 5 | 10 | 46:52 | 19:25 |
| 10.    | SpVgg Fortuna Edingen         | 22   | 6  | 4 | 12 | 53:76 | 16:28 |
| 11.    | TV 1846 Mannheim              | 22   | 4  | 6 | 12 | 32:50 | 14:30 |
| 12.    | Mannheimer FG 1913            | 22   | 1  | 2 | 19 | 22:73 | 04:40 |

|  | Deelname promotie-eindronde |

### Neckarkreis
| Plaats | Club                  |
| ------ | --------------------- |
| 1.     | SV Sandhausen         |
| 2.     | SV 98 Schwetzingen    |
|        | FG Union Heidelberg   |
|        | 1. FC 05 Heidelberg   |
|        | SK Olympia Neulußheim |

### Vorderpfalz
Uit de Vorderpfalz is enkel kampioen Germania Ludwigshafen bekend. 

### Promotie-eindronde
| Plaats | Club                        | Wed. | W | G | V | Saldo | Ptn.  |
| ------ | --------------------------- | ---- | - | - | - | ----- | ----- |
| 1.     | SpVgg Amicitia Viernheim    | 4    | 3 | 1 | 0 | 09    | 07:01 |
| 2.     | SV Sandhausen               | 4    | 1 | 1 | 2 | 01:07 | 03:05 |
| 3.     | SC Germania 04 Ludwigshafen | 4    | 1 | 0 | 3 | 03:06 | 02:06 |

|  | Promotie naar Bezirksliga Rijn-Saar 1931/32 (Groep Rijn) |
|  | Deelname promotie/degradatie play-off                    |

## Promotie/degradatie play-off
|  |                             |       |              |  |
|  | SC Germania 04 Ludwigshafen | 1 – 3 | FG Kirchheim |  |
|  |                             |       |              |  |